# Turpin Hills (Ohio)
Turpin Hills es un lugar designado por el censo ubicado en el condado de Hamilton en el estado estadounidense de Ohio. En el Censo de 2010 tenía una población de 5099 habitantes y una densidad poblacional de 660,43 personas por km².

## Geografía
Turpin Hills se encuentra ubicado en las coordenadas 39°6′27″N 84°22′30″O / 39.10750, -84.37500. Según la Oficina del Censo de los Estados Unidos, Turpin Hills tiene una superficie total de 7.72 km², de la cual 7.71 km² corresponden a tierra firme y (0.1%) 0.01 km² es agua.

## Demografía
Según el censo de 2010, había 5099 personas residiendo en Turpin Hills. La densidad de población era de 660,43 hab./km². De los 5099 habitantes, Turpin Hills estaba compuesto por el 96.71% blancos, el 0.73% eran afroamericanos, el 0.04% eran amerindios, el 1.2% eran asiáticos, el 0.06% eran isleños del Pacífico, el 0.33% eran de otras razas y el 0.94% pertenecían a dos o más razas. Del total de la población el 1.53% eran hispanos o latinos de cualquier raza.